# Provincia de Guatemala
La provincia de Guatemala fue una provincia de la Monarquía española, erigida por las Cortes de Cádiz, mediante una ley con fecha del 23 de mayo de 1812, al momento de segregar del anterior Reino de Guatemala, a los territorios de la Intendencia de León y de la provincia de Costa Rica (que estaba bajo un gobierno militar dependiente de la capitanía general de Guatemala, con las mismas facultades de una intendencia pero con un rango menor, ya que en lo hacendario dependía de la intendencia de León), para reunirlos en una nueva circunscripción, la provincia de Nicaragua y Costa Rica.

## Historia
El artículo 10 de la constitución de Cádiz incluyó a Guatemala como parte comprendente del territorio español. Luego las cortes de Cádiz emitieron el decreto 164 el 23 de mayo de 1812; con este decreto se establecieron las diputaciones provinciales en la península y ultramar "en cada una de las provincias que expresamente se nombran en el artículo 10 de la constitución," siendo Guatemala una de estas provincias. Se estableció, además, la provincia de Nicaragua y Costa Rica, segregando esos territorios de la jurisdicción de Guatemala, suprimiendo la gobernación del reino de Guatemala y disolviendo dicho reino. 
La diputación provincial de Guatemala fue instalada en el 2 de septiembre de 1813.  
Al regresar a España en 1814, el rey Fernando VII restauró el absolutismo y en el 4 de mayo anuló la constitución y los decretos de las cortes de Cádiz; el decreto de abolición se publicó en la Nueva España en el 17 de septiembre de ese año y la provincia quedó disuelta.

### Restablecimiento
En el 9 de marzo de 1820, el rey Fernando VII es obligado a jurar la constitución. La constitución es proclamada en México en el 3 de mayo. El capitán general, presidente de la audiencia y gobernador del reino de Guatemala Carlos Urrutia y Montoya dispuso que se publique y jure la constitución en el 26 de junio de 1820. La provincia es restablecida y el reino de Guatemala se disuelve por última vez; Urrutia y Montoya se convierte en jefe político superior de la provincia de Guatemala en lugar de gobernador del reino disuelto. La junta provincial fue reinstalada el 13 de julio del mismo año.
En 1821 a moción del vocal de la junta provincial José Simeón Cañas, la junta estrechó a Urrutia para que delegase el mando en Gabino Gaínza, por lo que este lo sustituyó como jefe político superior en el 9 de marzo.
Poco después de su ingreso al mando de la provincia, Gaínza tuvo noticia del plan de Iguala, llamada también el plan de las tres garantías, e intentó desfigurarla al público. Pero la noticia acabó dando un empuje importante al proyecto de la independencia, que se hacía inevitable.
En la provincia, todos los que tenían influencia en los negocios fueron convencidos de la necesidad de proclamar la independencia, el pueblo también se encontraba en acuerdo. La diferencia se encontraba en cuanto a la forma en que se había de ejecutar la independencia. Algunos deseaban que la provincia se proclame independiente sin esperar los resultados que tendrían en México los esfuerzos por la independencia, otros querían que el gobierno de Guatemala modelase su conducta por la observada en México y que no introdujese novedad alguna hasta no saber el éxito que tuviera el plan de iguala. Los primeros pasarían a formar el partido liberal, los últimos formarían el partido imperial que optaron por integrarse al imperio mexicano. El jefe político superior Gaínza fue influenciado más por los últimos.
En el 10 de abril, Gaínza, por salvar las apariencias y cubrir su responsabilidad ante el gobierno español, publicó un manifiesto en el que habló desfavorablemente del plan de Iguala y de su autor principal, Agustín de Iturbide. También mandó procesar a los autores de una representación que se le había dirigido para que el mismo proclamase la independencia; más poco después hizo suspender estos procedimientos y mandó recoger el manifiesto.
Los liberales vieron en Gaínza un hombre vacilante e interesado pero a la vez fácil de influenciar; por tanto lo lisonjearon haciéndole entender que permanecería con el mando y sería el primer mandatario de la nación independiente. Más Gaínza aún permaneció irresoluto. Hizo salir a don Cayetano Bedoya con dirección a Oaxaca a fin de poner en noticia del general Bravo el estado de cosas en Guatemala, anunciándole que los liberales habían de hacer un pronunciamiento y si en caso necesario podían contar con sus auxilios. Más cuando Bedoya llegó a Ciudad Real de Chiapas, encontró que la misma provincia de Chiapas acababa de proclamar el plan de Iguala a consecuencia del pronunciamiento de Tehuantepec. La noticia de la proclama en Chiapas terminó exaltando los ánimos en Guatemala.

### Independencia
El 15 de septiembre de 1821, la diputación provincial de Guatemala, presidida por Gaínza, proclamó la independencia de la provincia de Guatemala de España. A la vez se convocó a las otras provincias de Centroamérica para que elijan representantes o diputados a un congreso que había de reunirse en la ciudad de Guatemala para "decidir el punto de independencia general y absoluta, y fijar en caso de acordarla, la forma de gobierno y ley fundamental que deba regir." Este congreso fue proyectado para el 1 de marzo de 1822 y hasta su reunión no debía de haber novedad alguna en cuanto a la observancia de las leyes ya establecidas ni respecto a los tribunales y funcionarios existentes. De acuerdo con el acta, Gabino Gaínza continuó al mando del gobierno político superior y militar y se formó en una junta provisional consultiva que consultaría al jefe político "en todos los asuntos económicos y gubernativos dignos de su atención." La jura solemne de la independencia se verificó en la plaza mayor de la ciudad de Nueva Guatemala de la Asunción en el 23 de septiembre.

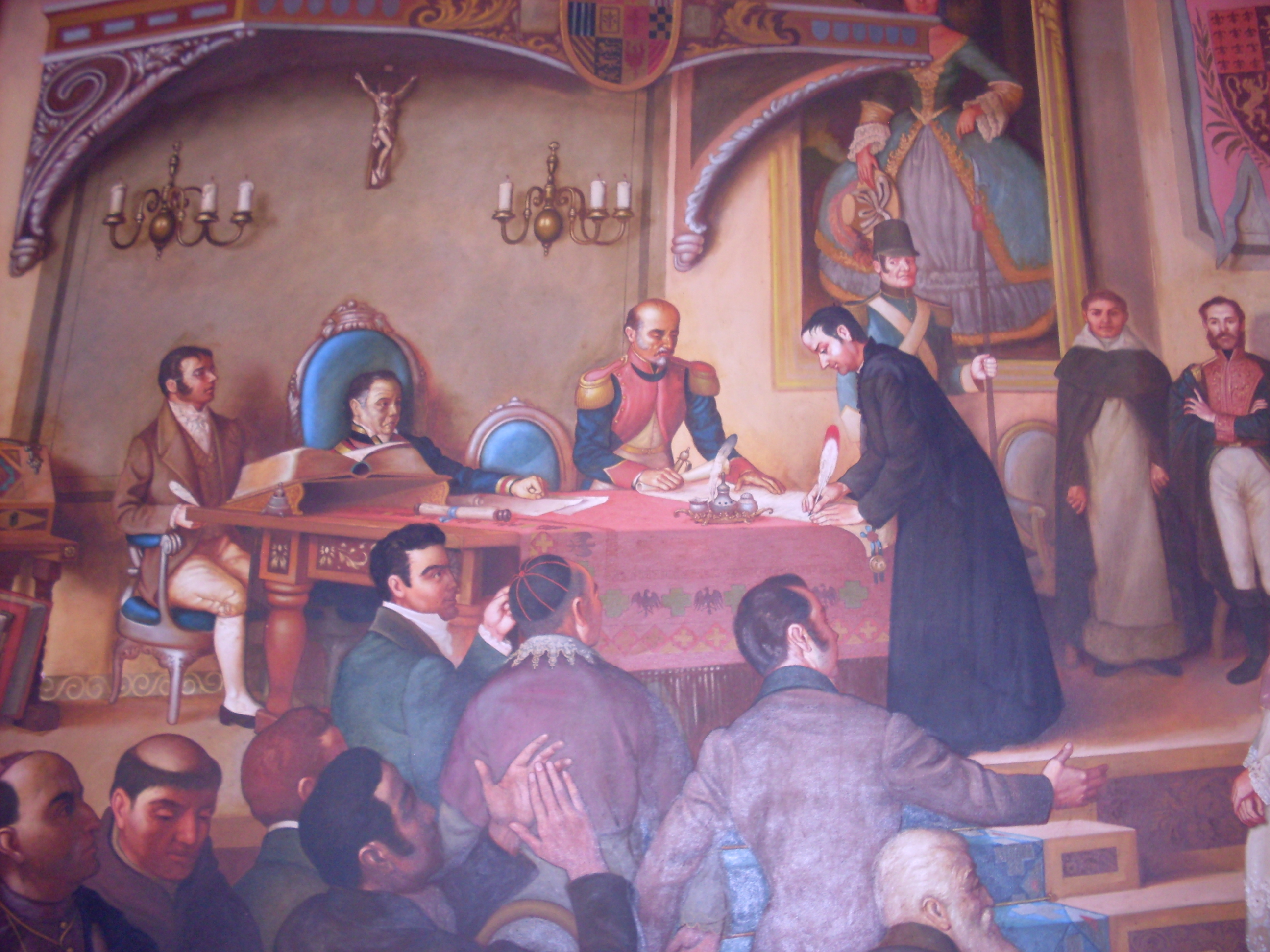
José Matías Delgado al momento de firmar el acta de independencia centroamericana, en una representación de la reunión del 15 de septiembre de 1821 del pintor chileno Luis Vergara Ahumada.

Todo lo acordado en el acta del 15 de septiembre se puso en conocimiento de los gobiernos subalternos de las provincias por medio de extraordinarios. El acta de independencia de Guatemala fue secundada por las provincias de Comayagua, San Salvador y la de Nicaragua y Costa Rica. 
El 17 de octubre de 1821, se estableció por primera vez en Guatemala una tertulia patriótica, siendo su primer presidente el doctor don José María Castilla.
El ayuntamiento de la ciudad de Quezaltenango, cabecera del partido homónimo y limítrofe con la provincia de Chiapas, se pronunció por el plan de Iguala en el 13 de noviembre. Luego se pronunció de igual forma el partido de Sololá, cercano a la capital.
El 17 de noviembre, la junta provisional consultiva declara libre el comercio del antiguo reino de Guatemala y sus provincias con los estados o naciones que no se oponen a la independencia, estableciendo por fin la libertad de comercio que fue restringida durante la época de la colonia.
A finales de noviembre de 1821, Gaínza recibió una nota de Iturbide fechada en 19 de octubre, en que le informó haber hecho marchar una división sobre las provincias del antiguo reino de Guatemala para sostener en ellas la independencia e intentó persuadir las ventajas de la incorporación a México. Las únicas provincias cuyos gobiernos permanecían independientes de México serían la de San Salvador y Guatemala, y dentro de ambas ya habían partidos pronunciándose por el plan de Iguala mientras en las provincias incorporadas habían partidos contrarios al plan. Esta situación imposibilitó la reunión del congreso llamado por el acta de independencia del 15 de septiembre. En estas circunstancias, la junta provisional consultiva acordó imprimir la nota de Iturbide junto a otra de Gaínza, mandando que se leyesen ambos en ayuntamientos abiertos y que en ellos cada pueblo diese su voto sobre si se debía incorporar a México, y si se debía de esperar la resolución del congreso convocado.
En la noche del 30 de noviembre, un grupo numeroso de denominados republicanos recorría las calles de la capital manifestándose en apoyo a la independencia cuando, a espaldas de la iglesia de San José, se enfrentaron con un grupo de imperiales que acaudillaba uno de los alcaldes de la capital, falleciendo en la contienda los republicanos Meida y Bedoya; esto sería la primera vez que la violencia partidaria terminaría en muerte en Guatemala.

### Anexión de Centroamérica por el imperio mexicano
Las provincias de Centroamérica serían efímeramente anexadas al primer imperio mexicano.
En el 5 de enero de 1822, la junta provisional consultiva de Guatemala hizo el escrutinio de los votos de los ayuntamientos sobre la incorporación a México. Declaró que la voluntad popular del antiguo reino de Guatemala estaba pronunciada por la unión al imperio mexicano; la legitimidad de esta declaración sería desconocida por los ayuntamientos de San Salvador y Granada, resolviendo estos sostener la independencia absoluta con las armas.
La junta provisional consultiva fue disuelta en el 21 de febrero y volvió a su antiguo carácter de diputación provincial.

#### Guerra con la provincia de San Salvador
Para el mes de marzo, un contingente de 120 soldados de las fuerzas guatemaltecas al mando del sargento mayor José Nicolás de Abós y Padilla se encontraban en Santa Ana, poblado que junto a Sonsonate y San Miguel se había declarado unida al imperio de México en contra de la decisión del gobierno de la provincia de San Salvador; las autoridades guatemaltecas decidieron incorporar a Santa Ana a la alcaldía mayor de Sonsonate para salvaguardar su decisión.
Como comandante del partido de Santa Ana, Abós y Padilla, continuaba agitando en favor del imperio; por tanto, la junta de gobierno de San Salvador procedió contra él y mandó al coronel Manuel José Arce para que al frente de 150 hombres se dirigiera a la ciudad de Santa Ana. Abós Padilla salió de la ciudad con su guarnición en camino a la alcaldía mayor de Sonsonate, en territorio de la provincia de Guatemala. La ciudad de Santa Ana, que se encontraba sin guarnición, fue tomada por Arce con facilidad y este reincorporó el partido a la provincia de San Salvador; de aquí, Arce procedió en persecución de Abós Padilla hacia Sonsonate. Arce sorprendió a Abós y Padilla en la noche del 11 de marzo de 1821, librándose la batalla del llano del Espino en las cercanías de Ahuachapán, saliendo victoriosas las tropas salvadoreñas. La batalla del Espinal, el primer combate entre tropas guatemaltecas y salvadoreñas, sería considerada por historiadores como Alejandro Marure la semilla de la guerra civil que ocurrió en Centroamérica años después. De El Espinal, Arce procedió a apoderarse de varios puntos de la alcaldía mayor de Sonsonate, regresando después a San Salvador con armas capturadas. Gaínza dio informe a Iturbide sobre lo ocurrido en El Espinal en el 18 de marzo.
Este primer acto de hostilidad por el gobierno de San Salvador desató la guerra entre las provincias vecinas. Gaínza mandó al coronel Manuel de Arzú para tomar la ciudad de San Salvador. Arzú salió de la capital de Guatemala en el 19 de marzo en camino a San Salvador, más este vaciló en su camino y no fue hasta dos meses después que desde Sonsonate ingresó en territorio salvadoreño con 2000 hombres bajo su mando.
En el 22 de abril se firmó un armisticio entre Arzú y Arce y este fue enviado a Gaínza desde Quezaltepeque al siguiente día. Gaínza dio contestación al armisticio en el 28 de abril con palabras amargas y lo rechazó, redactando por su parte otras bases para cesar las hostilidades. El gobierno de San Salvador rechazó las condiciones de Gaínza por considerar que no habían respetado la independencia de la provincia; por tanto, la guerra continuó. Arzú atacó a San Salvador en el 3 de junio pero, por la falta de experiencia del coronel Arzú y la incapacidad del ejército guatemalteco, fue derrotado y tuvieron que retirarse y regresar a Guatemala.
Mientras ocurría esto, continuaba su marcha a Guatemala el general imperial Vicente Filísola. Para el 15 de mayo ya se encontraba en Quezaltenango. En el 12 de junio, la división imperial de 600 hombres de infantería y caballería al mando del general Filísola entró a la capital. Casi al mismo tiempo de la llegada de la división se supo que Iturbide había sido nombrado emperador de México.
En el 23 de octubre, Filísola reemplazó a Gaínza y tomó el mando de la provincia de Guatemala.
Un decreto imperial del 4 de noviembre mandó dividir al antiguo reino de Guatemala en tres comandancias generales, las de Chiapas, Sacatepéquez y Costa Rica, siendo la capital de la capitanía general de Sacatepéquez la ciudad de Nueva Guatemala de la Asunción; esta división no llegó a tener efecto.

### Caída del imperio e independencia absoluta
En el 29 de marzo de 1823, tras la abdicación del emperador Iturbide y la subsecuente caída del imperio mexicano, el jefe político superior instaurado por el imperio, general Vicente Filísola, emitió un decreto de convocatoria para la reunión de un congreso nacional en la ciudad de Nueva Guatemala con arreglo al acta del 15 de septiembre de 1821.
En el 22 de junio de 1823, fue instalada la Asamblea Nacional Constituyente de Centro América en la ciudad de Guatemala y en el 1 de julio decretó la independencia absoluta de las provincias que componían el antiguo reino de Guatemala, erigiéndose estas en las Provincias Unidas del Centro de América. El decreto sería ratificado formalmente en el 1 de octubre. La provincia de Guatemala se unió en a las Provincias Unidas del Centro de América, con su territorio ligeramente disminuido, ya que el de la antigua alcaldía mayor de Sonsonate se unió a la provincia de San Salvador. 
En el 3 de agosto, el general Vicente Filísola salió de Guatemala, terminando así la ocupación imperial de la provincia.

### Creación del estado de Guatemala
En el 15 de septiembre de 1824 se instaló el primer congreso constituyente del estado de Guatemala en Antigua Guatemala. En el 12 de octubre, Juan Barrundia, tras su elección por el congreso constituyente, toma el mando como el primer jefe del estado y en el 11 de noviembre, el congreso suprimió la diputación provincial de Guatemala. La primera constitución política del estado de Guatemala fue decretada por el congreso en el 11 de octubre de 1825 y en el 12 de octubre se verificó la nueva división territorial del nuevo estado de Guatemala en siete departamentos.

## Gobierno
Esta provincia estaba gobernada por un Jefe Político superior nombrado por la regencia, que fue el capitán general José de Bustamante y Guerra, y una diputación provincial de siete miembros elegidos popularmente. Su capital fue la Nueva Guatemala de la Asunción. Sin embargo, el régimen no duró mucho, debido a la restauración del absolutismo por Fernando VII en 1814.
En 1820, al restaurarse el régimen constitucional, se restableció la provincia de Guatemala, con Carlos de Urrutia y Montoya como Jefe Político Superior.

### Diputación provincial
La provincia contó en su historia con 3 diputaciones provinciales, encargadas de impulsar el progreso y economía de la provincia. La primera de ellas fue instalada el 2 de septiembre de 1813, se disolvería en septiembre de 1814, y se reinstalaría el 13 de julio de 1820; y, además del jefe político superior y capitán general de Guatemala, estuvo integrada por: Manuel Pavón, por la ciudad de Guatemala; José Matías Delgado, por la intendencia de San Salvador; José Simeón Cañas, por la alcaldía mayor de Sonsonate; Mariano García Reyes, por Chimaltenango; Bruno Medina, por la intendencia de Comayagua; Eulogio Correa, por la intendencia Chiapas; José María Pérez, por la alcaldía mayor de Quezaltenango; y Marcial Zebadúa, por la alcaldía mayor de Verapaz.
La segunda diputación provincial se instaló el 7 de noviembre de 1820, y estuvo integrada (además del jefe político superior y capitán general) por: José Matías Delgado, por el partido electoral de San Salvador (en la intendencia homónima); Manuel Antonio de Molina, por el partido electoral de San Miguel (en la intendencia de San Salvador); Mariano Beltranena y Alejandro Baca, por ciudad de Guatemala; Mariano Aycinena, por la alcaldía mayor de Quetzaltenango; José Mariano Calderón, por el corregimiento de Chiquimula; y Antonio Rivera Cabezas, por la alcaldía mayor de Verapaz.
Con la independencia, la diputación provincial se elevó a Junta Provisional Consultiva, para  que sus miembros gobernasen en conjunto con el jefe político superior. El 5 de enero de 1822 aceptarían la anexión a México, disolviéndose la junta el 21 de febrero de ese año. Además de los miembros de la diputación antes mencionados, según el acta de independencia del 15 de septiembre de 1821, se agregaron como miembros vocales a: el ministro de la audiencia Miguel Larreynaga, por la provincia de Nicaragua; el auditor de guerra José Cecilio del Valle, por la provincia de Honduras; el marqués Juan José de Aycinena, por la alcaldía mayor de Quetzaltenango; el tesorero de la Catedral José Váldes, por las alcaldías mayores de Sololá y Chimaltenango; el presbítero Ángel María Candina, por la alcaldía mayor de Sonsonate; y Antonio Robles por la provincia de Chiapas.
La tercera diputación provincial se instaló el 29 de marzo de 1822, en la época de la anexión al primer Imperio mexicano, y continuaría existiendo luego de la independencia absoluta de las Provincias Unidas de Centroamérica (El 1 de julio de 1823) hasta su clausura el 11 de noviembre de 1824 por decreto del congreso constituyente del estado de Guatemala. Estuvo conformada, además de quien se desempeñase como jefe político superior, por: el arzobispo de Guatemala fray Ramón Casaus y Torres; el Canónigo de la Catedral Dr. José María Castilla; el Deán de la Catedral Dr. Antonio García Redondo; el intendente honorario Santiago Milla; José Francisco Barrundia; Manuel Pavón; y José de Nájera.

### Representación
En lo legislativo al nivel de la monarquía, la provincia eligió cinco representantes propietarios a las cortes en este período: José Ignacio Ávila (San Salvador, 11 de julio de 1810—noviembre de 1813), José Francisco Morejón (Comayagua, 11 de julio de 1810—10 de mayo de 1814), fray Antonio de Larrazábal y Arrivillaga (Guatemala, 25 de agosto de 1811—10 de mayo de 1814), Mariano Robles (Chiapas, 24 de octubre de 1812—10 de mayo de 1814) y Manuel Micheo (Chimaltenango, 25 de febrero de 1814—10 de mayo de 1814).

## Territorio

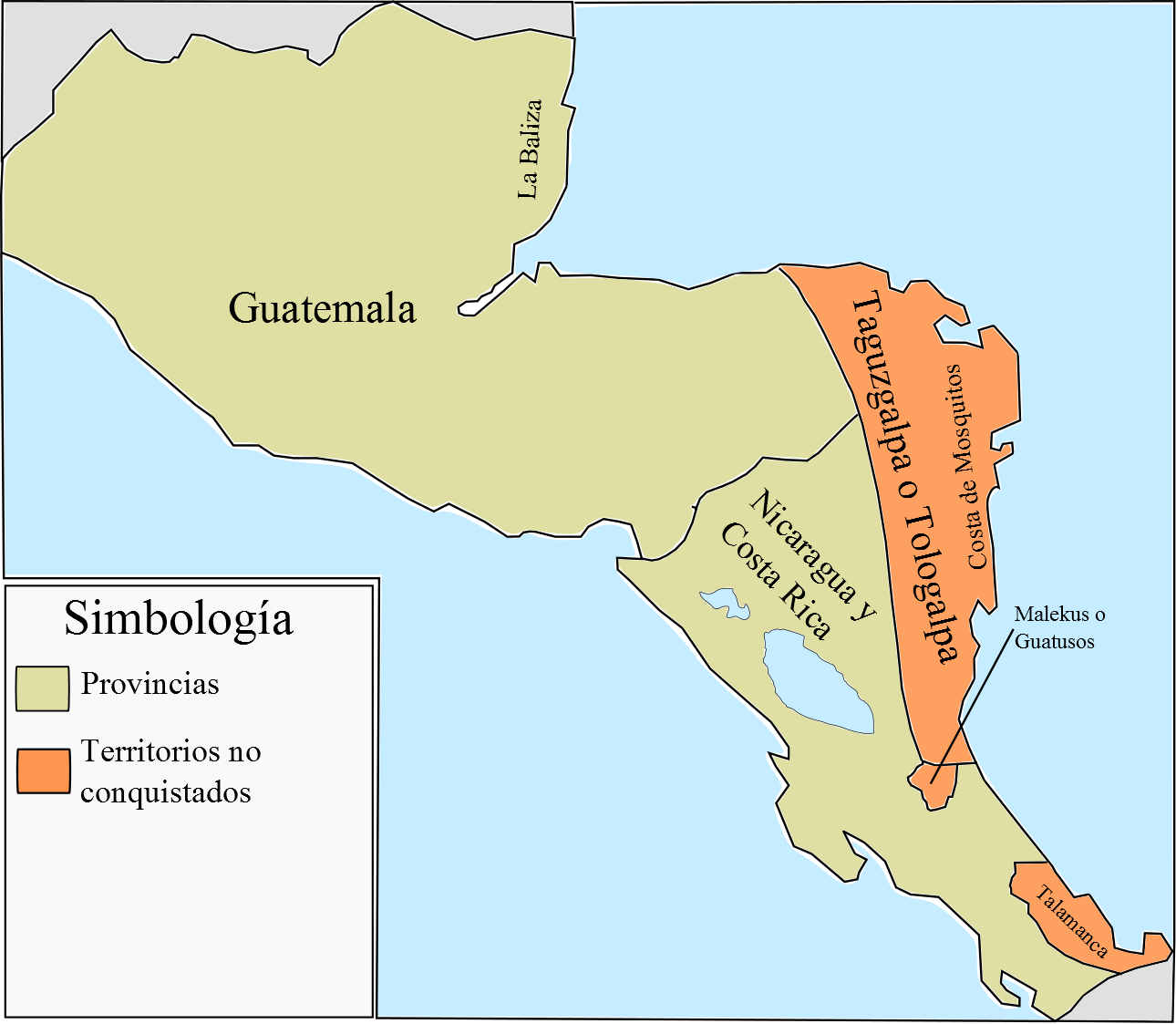
La provincia de Guatemala y la provincia de Nicaragua y Costa Rica en 1812, luego de la implementación de la Constitución de Cádiz

Las alcaldías mayores, corregimientos e intendencias restantes de la capitanía general de Guatemala que no pasaron a ser de la provincia de Nicaragua y Costa Rica fueron aglutinados en la nueva provincia de Guatemala.
| Entidades territoriales en la provincia | Entidades modernas correspondientes                                        |
| --------------------------------------- | -------------------------------------------------------------------------- |
| Alcaldía mayor de Chimaltenango         | Departamento de Chimaltenango                                              |
| Alcaldía mayor de Escuintla             | Departamentos de Escuintla, Santa Rosa, Jutiapa                            |
| Alcaldía mayor de Sacatepéquez          | Departamento de Sacatepéquez                                               |
| Alcaldía mayor de Sololá                | Departamento de Sololá                                                     |
| Alcaldía mayor de Sonsonate             | Departamentos salvadoreños de Sonsonate, Ahuachapán                        |
| Alcaldía mayor de Suchitepéquez         | Departamentos de Suchitepéquez y Retalhuleu                                |
| Alcaldía mayor de Totonicapán           | Departamentos de Totonicapán, Huehuetenango y Quiché                       |
| Alcaldía mayor de Verapaz               | Departamentos de Baja y Alta Verapaz y El Petén                            |
| Corregimiento de Chiquimula             | Departamentos de Chiquimula, Jalapa, El Progreso, Zacapa e Izabal          |
| Corregimiento de Quezaltenango          | Departamentos de Quezaltenango y San Marcos                                |
| Intendencia de Ciudad Real de Chiapas   | Estado mexicano de Chiapas                                                 |
| Intendencia de Comayagua                | República de Honduras                                                      |
| Intendencia de San Salvador             | República de El Salvador menos los departamentos de Sonsonate y Ahuachapán |

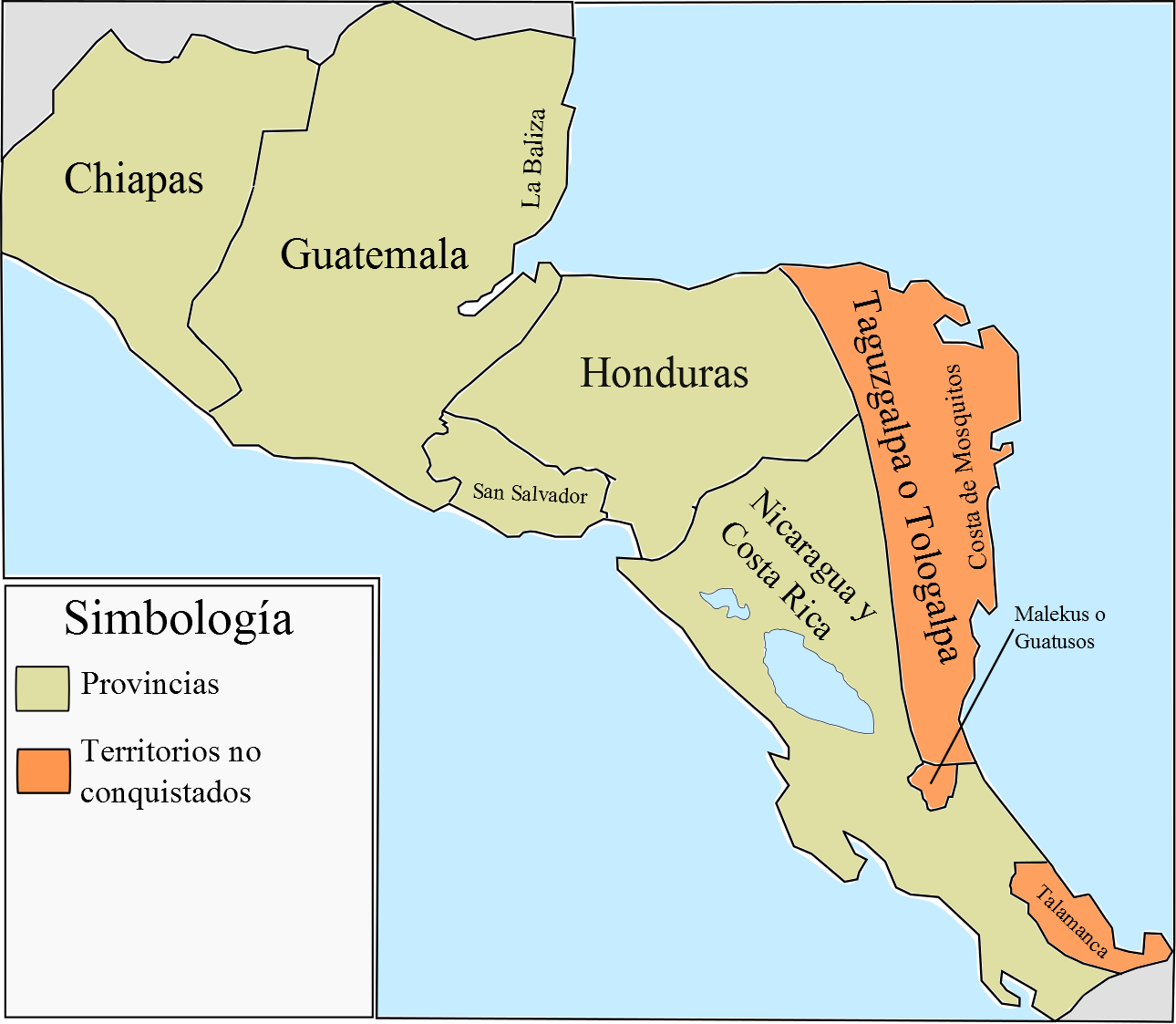
La provincia de Guatemala y el resto de provincias de la antigua Capitanía general de Guatemala en 1821, antes de la independencia

En el 8 de mayo de 1821 las cortes españolas decretaron que las intendencias que habían quedado dentro de las provincias ultramarinas formen sus propias diputaciones provinciales; las tres intendencias de la provincia fueron segregadas de su territorio para formar tres nuevas provincias: Comayagua, Ciudad Real de Chiapas y San Salvador, aunque esta última tardó un poco más en llevar a cabo el establecimiento de su diputación provincial. Por tanto, la provincia de Guatemala quedó solamente conformada de alcaldías mayores y corregimientos.
| Entidades territoriales en la provincia | Entidades modernas correspondientes                               |
| --------------------------------------- | ----------------------------------------------------------------- |
| Alcaldía mayor de Chimaltenango         | Departamento de Chimaltenango                                     |
| Alcaldía mayor de Escuintla             | Departamentos de Escuintla, Santa Rosa, Jutiapa                   |
| Alcaldía mayor de Sacatepéquez          | Departamento de Sacatepéquez                                      |
| Alcaldía mayor de Sololá                | Departamento de Sololá                                            |
| Alcaldía mayor de Sonsonate             | Departamentos salvadoreños de Sonsonate, Ahuachapán               |
| Alcaldía mayor de Suchitepéquez         | Departamentos de Suchitepéquez y Retalhuleu                       |
| Alcaldía mayor de Totonicapán           | Departamentos de Totonicapán, Huehuetenango y Quiché              |
| Alcaldía mayor de Verapaz               | Departamentos de Baja y Alta Verapaz y El Petén                   |
| Corregimiento de Chiquimula             | Departamentos de Chiquimula, Jalapa, El Progreso, Zacapa e Izabal |
| Corregimiento de Quezaltenango          | Departamentos de Quezaltenango y San Marcos                       |

| Antiguas entidades territoriales de la provincia | Nuevos departamentos del estado              | Departamentos modernos correspondientes                           |
| ------------------------------------------------ | -------------------------------------------- | ----------------------------------------------------------------- |
| Alcaldía mayor de Sacatepéquez                   | Departamento de Sacatepéquez y Chimaltenango | Departamento de Sacatepéquez                                      |
| Alcaldía mayor de Chimaltenango                  | Departamento de Sacatepéquez y Chimaltenango | Departamento de Chimaltenango                                     |
| Alcaldía mayor de Escuintla                      | Departamento de Guatemala y Escuintla        | Departamentos de Escuintla, Santa Rosa, Jutiapa y Guatemala       |
| Alcaldía mayor de Suchitepéquez                  | Departamento de Suchitepéquez y Sololá       | Departamentos de Suchitepéquez y Retalhuleu                       |
| Alcaldía mayor de Sololá                         | Departamento de Suchitepéquez y Sololá       | Departamento de Sololá                                            |
| Alcaldía mayor de Totonicapán                    | Departamento de Totonicapan y Huehuetenango  | Departamentos de Totonicapán, Huehuetenango y Quiché              |
| Alcaldía mayor de Verapaz                        | Departamento de Verapaz y El Petén           | Departamentos de Baja y Alta Verapaz y El Petén                   |
| Corregimiento de Chiquimula                      | Departamento de Chiquimula                   | Departamentos de Chiquimula, Jalapa, El Progreso, Zacapa e Izabal |
| Corregimiento de Quezaltenango                   | Departamento de Quezaltenango y Soconusco    | Departamentos de Quezaltenango y San Marcos                       |